# Dème de Vócha
Le dème de Vócha, en grec moderne : Δήμος Βόχας / Dímos Vóchas, est un ancien dème du district régional de Corinthie, en Grèce. Depuis 2010, il est fusionné au sein du dème de Vélo-Vócha.
Selon le recensement de 2011, la population du dème compte 10 966 habitants.